# إيفلين بوسويل
إيفلين بوسويل (بالمجرية: Keleti Éva) هي موسيقية مجرية، ولدت في 11 مايو 1922 في بودابست في المجر، وتوفيت في 14 أغسطس 1998 في ديربان في جنوب أفريقيا.

## وصلات خارجية
- إيفلين بوسويل على موقع IMDb (الإنجليزية)
- إيفلين بوسويل على موقع ميوزك برينز (الإنجليزية)
- إيفلين بوسويل على موقع ديسكوغز (الإنجليزية)